# Liste der Naturdenkmale in Ensheim
Die Liste der Naturdenkmale in Ensheim nennt die im Gemeindegebiet von Ensheim ausgewiesenen Naturdenkmale (Stand 29. Februar 2024).

## Ehemalige Naturdenkmale
| Nr. | Bezeichnung               | Lage                                | Beschreibung                               | Bild                                    |
| --- | ------------------------- | ----------------------------------- | ------------------------------------------ | --------------------------------------- |
|     | Allee an der Kaiserstraße | südlich des Ortes an der L 401 Lage | ca. 1 km lang; Rechtsverordnung aufgehoben | Direkt Bild zu diesem Denkmal hochladen |